# Щучинско-Песковское сельское поселение
Щучинско-Песковское сельское поселение — муниципальное образование в Эртильском районе Воронежской области.
Административный центр — село Щучинские Пески.

## Административное деление
В состав поселения входят:
- село Щучинские Пески,
- село Сластёнка.